# Magyarország a 2012-es atlétikai Európa-bajnokságon
Magyarország a finnországi Helsinkiben megrendezett 2012-es atlétikai Európa-bajnokság egyik részt vevő nemzete volt. Az ország a versenyen 20 sportolóval képviseltette magát.

## Érmesek
| Érem  | Versenyző         | Versenyszám          | Dátum      |
| ----- | ----------------- | -------------------- | ---------- |
| Arany | Pars Krisztián    | Férfi kalapácsvetés  | június 30. |
| Ezüst | Deák Nagy Marcell | Férfi 400 m síkfutás | június 29. |

## Eredmények

### Férfi
| Versenyző                                         | Versenyszám | Előfutam | Előfutam | Előfutam | Elődöntő | Elődöntő | Elődöntő | Döntő   | Döntő    |
| Versenyző                                         | Versenyszám | Idő      | Hely.    | Össz.    | Idő      | Hely.    | Össz.    | Idő     | Helyezés |
| ------------------------------------------------- | ----------- | -------- | -------- | -------- | -------- | -------- | -------- | ------- | -------- |
| Deák Nagy Marcell                                 | 400 m       | 46,19    | 2.       | 8.       | 45,68    | 1.       | 2.       | 45,52   |          |
| Szemeti Péter                                     | 800 m       | 1:49,13  | 6.       | 30.      | kiesett  | kiesett  | kiesett  | kiesett | kiesett  |
| Kiss Dániel                                       | 110 m gát   | 13,62    | 4.       | 10.      | 13,59    | 6.       | 14.      | kiesett | kiesett  |
| Baji Balázs                                       | 110 m gát   | 13,50    | 2.       | 4.       | 13,68    | 5.       | 17.      | kiesett | kiesett  |
| Koroknai Tibor                                    | 400 m gát   | 53,22    | 6.       | 36.      | kiesett  | kiesett  | kiesett  | kiesett | kiesett  |
| Kása Tibor Kovács Zoltán Bartha Dávid Lukács Máté | 4 × 400 m   | 3:11,79  | 7.       | 14.      |          |          |          | kiesett | kiesett  |

| Versenyző       | Versenyszám   | Selejtező | Selejtező | Döntő    | Döntő    |
| Versenyző       | Versenyszám   | Eredmény  | Helyezés  | Eredmény | Helyezés |
| --------------- | ------------- | --------- | --------- | -------- | -------- |
| Harsányi Olivér | magasugrás    | 210 cm    | 30.       | kiesett  | kiesett  |
| Kürthy Lajos    | súlylökés     | 19,48 m   | 12.       | 19,55 m  | 9.       |
| Kővágó Zoltán   | Diszkoszvetés | kizárva   | kizárva   | kizárva  | kizárva  |
| Pars Krisztián  | Kalapácsvetés | 78,09 m   | 1.        | 79,72 m  |          |
| Németh Kristóf  | Kalapácsvetés | 72,46 m   | 16.       | kiesett  | kiesett  |

### Női
| Versenyző      | Versenyszám | Előfutam | Előfutam | Előfutam | Elődöntő | Elődöntő | Elődöntő | Döntő         | Döntő         |
| Versenyző      | Versenyszám | Idő      | Hely.    | Össz.    | Idő      | Hely.    | Össz.    | Idő           | Helyezés      |
| -------------- | ----------- | -------- | -------- | -------- | -------- | -------- | -------- | ------------- | ------------- |
| Kaptur Éva     | 200 m       | 23,97    | 5.       | 24.      | 24,44    | 7.       | 22.      | kiesett       | kiesett       |
| Papp Krisztina | 10 000 m    |          |          |          |          |          |          | nem ért célba | nem ért célba |

| Versenyző    | Versenyszám   | Selejtező | Selejtező | Döntő    | Döntő    |
| Versenyző    | Versenyszám   | Eredmény  | Helyezés  | Eredmény | Helyezés |
| ------------ | ------------- | --------- | --------- | -------- | -------- |
| Márton Anita | súlylökés     | 17,30 m   | 7.        | 17,93 m  | 7.       |
| Orbán Éva    | kalapácsvetés | 67,89 m   | 7.        | 67,92 m  | 7.       |
| Juhász Vanda | gerelyhajítás | 53,65 m   | 17.       | kiesett  | kiesett  |
| Nagy Xénia   | gerelyhajítás | 51,63 m   | 22.       | kiesett  | kiesett  |

| Versenyző      | Versenyszám | 100 m gát | 100 m gát | Magasugrás | Magasugrás | Súlylökés | Súlylökés | 200 m | 200 m | Távolugrás | Távolugrás | Gerelyhajítás | Gerelyhajítás | 800 m   | 800 m | Végeredmény | Végeredmény |
| Versenyző      | Versenyszám | Idő       | Pont      | Eredmény   | Pont       | Eredmény  | Pont      | Idő   | Pont  | Eredmény   | Pont       | Eredmény      | Pont          | Idő     | Pont  | Pont        | Helyezés    |
| -------------- | ----------- | --------- | --------- | ---------- | ---------- | --------- | --------- | ----- | ----- | ---------- | ---------- | ------------- | ------------- | ------- | ----- | ----------- | ----------- |
| Farkas Györgyi | Hétpróba    | 14,23     | 946       | 180 cm     | 978        | 12,62 m   | 702       | 25,74 | 820   | 592 cm     | 825        | 45,81 m       | 779           | 2:19,93 | 824   | 5874        | 13.         |